# Missió Eddington
La missió Eddington va ser una proposta de missió de l'Agència Espacial Europea (ESA) dissenyada per buscar planetes semblants a la Terra, però va ser cancel·lada el 2003. Va ser nomenada en honor d'Arthur Eddington, un físic important que va traduir el treball d'Einstein i va dur a terme la primera prova (lent gravitatòria) de la teoria de la relativitat general. Va ser programada inicialment per començar a operar el 2008, però es va retardar. Al registre del lloc web de l'ESA es mosta ara el seu estatus com a cancel·lat.
Utilitzant una sola nau amb quatre telescopis en òrbita terrestre, l'Eddington examinaria diferents regions del cel en intervals d'uns dos mesos cadascun. Observant més de 200.000 estrelles, hauria mesurat els canvis en la llum en part del milió, i per tant, hauria permès als astrònoms obtenir més informació sobre l'interior de les estrelles.
La missió va ser planejada després per buscar planetes similars a la Terra que orbiten altres estrelles, assenyalant de forma contínua a una regió del cel durant tres anys. Podria mesurar la llum de més de 100.000 estrelles i detectar la disminució petita en la llum quan un planeta passa per davant d'una estrella. Aquest mètode de trànsit també és emprat per la Kepler de la NASA.
Eddington va ser defensada com la culminació d'un esforç internacional per dur a terme astrosismologia des de l'espai. Dues petites missions espacials precursores estan en marxa. La missió francesa COROT està dissenyada per buscar planetes, però actualment no realitza les seves funcions per un problema de maquinari. La Microvariability and Oscillations of STars (MOST) és una missió canadenca que utilitzan un telescopi de 15 cm que va ser llançat el 2003.

## Llançament previst
El vehicle de llançament seria un coet Soyuz-Fregat des del Cosmòdrom de Baikonur. Hauria viatjat més enllà de la Lluna al punt de Lagrange L2. S'hauria quedat allí per una durada missió prevista de 5 anys. La massa de llançament estava prevista en 1640 kg.

## Rendiment previst
Eddington fou la contrapart europea per al Kepler. S'esperava detectar milers de planetes de qualsevol mida i unes poques desenes de planetes terrestres potencialment habitables. Els excessos de pressupost d'altres missions de l'ESA va portar a la cancel·lació de la missió el novembre de 2003, malgrat l'oposició virulent de la comunitat científica.
D'un nou projecte de l'ESA, PLATO, s'espera que dugui a terme una missió similar a la que d'Eddington volia perseguir.